# Chelonus gozmanyi
Chelonus gozmanyi är en stekelart som beskrevs av Papp 2003. Chelonus gozmanyi ingår i släktet Chelonus och familjen bracksteklar. Inga underarter finns listade i Catalogue of Life.